# Luciana Abreu
Luciana Abreu Sodré Costa Real es una cantante, actriz, modelo y presentadora portuguesa. Nacida en Massarelos - Oporto el 25 de mayo de 1985. Actualmente reside en Cascais.

## Biografía
Desde niña, Luciana, ha destacado cualidades artísticas como su belleza y su habilidad para el canto. 
Fue en 1999 en el programa "Cantigas de Rua" donde Luciana Abreu mostró su voz por primera vez, con mucha fuerza, pero con dulzura. A continuación, mostró todo su talento a Portugal como ganadora del programa Sagres, interpretando el tema "Lusitana Paixão" de Dulce Pontes en la ciudad de Oporto y el tema "Papel Principal" de Adelaide Ferreira, en la final en Guimarães.
En el año 2002 trabajó como actriz en la obra "La boda", de Seiva Trupe, uno de los más famosos teatros del norte de Portugal. Al año siguiente desempeñó el papel de protagonista en el musical "Cabaret".
A pesar de todo su talento se ha visto su sueño se aplazó varias veces. Estaba cerca de alcanzar la fama cuando pasó por Operación Triunfo, pero tuvo que cambiar el casting por su primer día de trabajo en una tienda de ropa. De 2002 hasta 2005, Luciana también participó en varios concursos de karaoke, en los que normalmente consiguió el primer lugar.
En 2005, Luciana participó en el programa Pop Idol, en su versión portuguesa en el cual fue expulsada en la quinta gala. Ese mismo año, representó a Portugal en el Festival de la Canción de Eurovisión 2005 junto a Rui Drummond, sin lograr el pase a la final.
En 2006, ella fue la protagonista de la serie Floribella, en su versión portuguesa. Ha ganado mucha popularidad en el país, que todavía tiene ahora.
Desde 2006 hasta 2009, ha ido ganando popularidad en Portugal, habiendo participado en varios concursos y aparecido en muchos programas. En 2009 intentó representar a Portugal en el Festival de Eurovisión, pero no pudo, teniéndose que conformar con el tercer puesto en la final nacional. No fue la representante portuguesa, por qué aunque tenga ganado la televotación, los jueces solo han dado a Luciana 4 puntos. Muy lejos de obtener los 12 puntos, era imposible ganar el Festival de la Canción 2009.
Hoy es presentadora del programa Grandes Tardes en el canal SIC.

## Discografía
- 2006: Floribella
- 2006: Floribella: O Melhor Natal
- 2007: Floribella 2
- 2008: Lucy

## Filmografía
Cine
- 2017: Malapata (Ana)

Televisión
- 2006-2008: Floribella (Ana Flor Valente Rebelo de Andrade)
- 2009-2010: Perfeito Coração (Carla Cunha)
- 2012-2013: Louco Amor (Rita Rollo)
- 2013-2014: Sol de Inverno (Fátima Cardoso)
- 2015-2016: Coração d'Ouro (Sandra Moita)
- 2015-2016: Alisa - A Heroína do Futuro (Angelina)
- 2017-2018: Espelho d'Água (Filipa Nogueira)

Teatro
- 2002: O Casamento
- 2003: Cabaret Carioca (Beatriz)
- 2006: RI-FIXE - O Musical Floribella (Flor)
- 2007: Missão Sorriso
- 2012-2013: Aladino - O Musical no Gelo (Jasmine)